# Peperomia scopulorum
Peperomia scopulorum är en pepparväxtart som beskrevs av William Trelease. Peperomia scopulorum ingår i släktet peperomior, och familjen pepparväxter. Inga underarter finns listade i Catalogue of Life.